# Hidroniofarmacoalumita
La hidroniofarmacoalumita és un mineral de la classe dels fosfats que pertany al grup de la farmacoalumita.

## Característiques
La hidroniofarmacoalumita és un arsenat de fórmula química (H₃O)Al₄(AsO₄)₃(OH)₄·4.5H₂O. Va ser aprovada com a espècie vàlida per l'Associació Mineralògica Internacional el 2013, sent publicada l'any 2015. Cristal·litza en el sistema isomètric. La seva duresa a l'escala de Mohs és 2,5.

## Formació i jaciments
Va ser descoberta a la mina María Josefa, situada a la localitat de Rodalquilar, dins el municipi de Níjar (Província d'Almeria, Espanya), sent l'únic a tot el planeta on ha estat descrita aquesta espècie mineral.